# Sân bay Bao Đầu
Sân bay Bao Đầu là một sân bay ở thành phố Bao Đầu, Nội Mông Cổ, Cộng hòa Nhân dân Trung Hoa (IATA: BAV, ICAO: ZBOW). Sân bay này được thành lập sơ bộ năm 1934 và khai trương năm 1956. Sân bay Bao Đầu nằm cách trung tâm thành phố 23 km (14 dặm Anh). Đây là sân bay cấp 4D, có đường băng 2.800 m x 60 m, có khả năng phục vụ các loại máy bay Boeing 737-900 và Boeing 767-300ER.

## Các hãng hàng không và các điểm đến
- Air China (Bắc Kinh-Thủ đô)
- China Eastern Airlines (Thái Nguyên)
- China Southern Airlines (Thành Đô, Thẩm Dương)
- China United Airlines (Bắc Kinh-Nam Uyển)
- Deer Jet (Bắc Kinh-Thủ đô)
- Hainan Airlines (Bắc Kinh)
- Juneyao Airlines (Thượng Hải-Phố Đông)
- Shenzhen Airlines (Hô Hòa Hạo Đặc)